# Cult Energy Pro Cycling/2015
Deze pagina geeft een overzicht van de Cult Energy Pro Cycling-wielerploeg in 2015.

## Algemeen
Algemeen manager: Christa Skelde
Ploegleiders: Michael Skelde, Luke Roberts, André Steensen
Fietsmerk: Ridley
Kopmannen: Fabian Wegmann & Rasmus Guldhammer

## Transfers
| Inkomend          | Team 2014                | Uitgaand                   | Team 2015                   |
| ----------------- | ------------------------ | -------------------------- | --------------------------- |
| Fabian Wegmann    | Garmin Sharp             | Magnus Cort                | Orica-GreenEdge             |
| Gustav Larsson    | IAM Cycling              | Emil Vinjebo               | Team Trefor-Blue Water      |
| Linus Gerdemann   | MTN-Qhubeka              | Mads Würtz Schmidt         | ColoQuick                   |
| Romain Lemarchand | Cofidis                  | Christian Moberg Jørgensen | ColoQuick                   |
| Christian Mager   | Team Stölting            | André Steensen             | Gestopt                     |
| Rasmus Quaade     | Team Trefor-Blue Water   | Rasmus Sterobo             | Gestopt                     |
| Russell Downing   | NFTO Pro Cycling         | Lasse Bøchman              | Gestopt                     |
| Karel Hník        | Etixx                    | Mads Christensen           | Riwal Platform Cycling Team |
| Rasmus Guldhammer | Team Trefor-Blue Water   |                            |                             |
| Joël Zangerlé     | Leopard Development Team |                            |                             |
| Alex Kirsch       | Leopard Development Team |                            |                             |

## Renners
| Naam              | Geboortedatum     | Nationaliteit       | Ploeg 2014               |
| ----------------- | ----------------- | ------------------- | ------------------------ |
| Michael Carbel    | 7 februari 1995   | Denemarken          |                          |
| Russell Downing   | 23 augustus 1978  | Verenigd Koninkrijk | NFTO Pro Cycling         |
| Linus Gerdemann   | 16 september 1982 | Duitsland           | MTN-Qhubeka              |
| Rasmus Guldhammer | 9 maart 1989      | Denemarken          | Team Trefor-Blue Water   |
| Karel Hník        | 9 augustus 1991   | Tsjechië            | Etixx                    |
| Alex Kirsch       | 12 juni 1992      | Luxemburg           | Leopard Development Team |
| Gustav Larsson    | 20 september 1980 | Zweden              | IAM Cycling              |
| Romain Lemarchand | 26 juli 1987      | Frankrijk           | Cofidis                  |
| Christian Mager   | 8 april 1992      | Duitsland           | Team Stölting            |
| Martin Mortensen  | 5 november 1984   | Denemarken          |                          |
| Mads Pedersen     | 18 december 1995  | Denemarken          |                          |
| Rasmus Quaade     | 7 januari 1990    | Denemarken          | Team Trefor-Blue Water   |
| Michael Reihs     | 25 april 1979     | Denemarken          |                          |
| Troels Vinther    | 24 februari 1987  | Denemarken          |                          |
| Fabian Wegmann    | 20 juni 1980      | Duitsland           | Garmin Sharp             |
| Joël Zangerlé     | 11 oktober 1988   | Luxemburg           | Leopard Development Team |

## Overwinningen
Ster ZLM Toer
2e etappe: Cult Energy Pro Cycling (ploegentijdrit)
3e etappe: Mads Pedersen
Ronde van Luxemburg
2e etappe: Linus Gerdemann
Eindklassement: Linus Gerdemann
Nationale kampioenschappen wielrennen
Zweden - tijdrit: Gustav-Erik Larsson
Ronde van de Toekomst
2e etappe: Mads Pedersen
2000 · 2001 · 2002 · 2003 · 2004 · 2005 · 2006 · 2007 · 2008 · 2009 · 2010 · 2011 · 2012 · 2013 · 2014 · 2015